# Blood Wedding
Blood Wedding est un album de musique symphonique contemporaine composé par le compositeur danois Hans-Erik Philip et enregistré en 2011.

## Description
Blood Wedding est une interprétation musicale par Hans-Erik Philip de la pièce de théâtre Noces de sang (Bodas de Sangre) écrite par le dramaturge espagnol Federico García Lorca au début des années 1930.
L'œuvre a été commandée par Veronika Kær, qui a adapté la pièce.
Enregistré en 2011, Blood Wedding est publié en disque compact le 12 juin 2012 par l'éditeur Danica sous la référence DCD 8238.
L'œuvre y est interprétée par la soprano allemande Simone Kermes et le Budapest Radio Symphony Orchestra & Chorus, dirigé par Béla Drahos.
Selon Ana Fernández Valbuena, auteur de la notice du disque, « la structure du disque suit plus ou moins la tragédie originale Bodas de Sangre de Federico García Lorca ». Trois morceaux importants d'un point de vue poétique et dramatique sont restés dans leur langue castillane d'origine : Nana (Lullaby), Cancíon de la Criada (Song of the maid-servant) et Cancíon del Dirigente del Coro (Song of the Leader of the Chorus), tandis que les autres pièces vocales sont écrites en latin.

## Liste des morceaux
Tous les morceaux sont composés par Hans-Erik Philip.
| 1.    | Ouverture                                                         | 2:42 |
| 2.    | Lullaby (Nana)                                                    | 5:21 |
| 3.    | The Knife                                                         | 0:37 |
| 4.    | The Dance (Baile)                                                 | 3:03 |
| 5.    | The String                                                        | 1:06 |
| 6.    | Luna Solivaga                                                     | 3:58 |
| 7.    | The Father                                                        | 1:32 |
| 8.    | Shadow Demon                                                      | 0:45 |
| 9.    | Luna (Luna)                                                       | 3:24 |
| 10.   | Lovesong                                                          | 1:59 |
| 11.   | Transcend                                                         | 0:44 |
| 12.   | Song of the Maid-Servant (Cancíon de la Criada)                   | 2:35 |
| 13.   | The Feast                                                         | 3:47 |
| 14.   | The Chase                                                         | 2:23 |
| 15.   | The Forest                                                        | 3:31 |
| 16.   | The Moon                                                          | 2:07 |
| 17.   | Song of the Leader of the Chorus (Cancíon del Dirigente del Coro) | 2:54 |
| 18.   | The Lovers                                                        | 2:54 |
| 19.   | The Fight                                                         | 2:35 |
| 20.   | Eternal Rest                                                      | 2:15 |
| 21.   | The Deads                                                         | 2:46 |
| 22.   | Light of Day                                                      | 1:11 |
| 23.   | Nosce te ipsum                                                    | 2:51 |
| 57:30 |                                                                   |      |

## Musiciens
- Simone Kermes : soprano, sur Lullaby, The Dance, Luna, Song of the Maid-Servant et Song of the Leader of the Chorus
- Máthé Gyözö : alto sur Lovesong et The Lovers
- Budapest Radio Symphony Orchestra & Chorus
- Béla Drahos : chef d'orchestre